# Hanshu
Hanshu (traditionell kinesiska: 漢書, förenklad kinesiska: 汉书, pinyin: Hànshū) är en officiell historiekrönika över Västra hanriket under de två första århundradena f.Kr. 
Arbetet med boken inleddes av Ban Biao. Efter hans död tog sonen, Ban Gu över. Han i sin tur lämnade över pennan till sin syster Ban Zhao, som färdigställde verket år 111.
Boken består av exakt 100 kapitel i fyra delar.